# 伊戈·保迪沙
伊戈·保迪沙（Igor Budiša，1977年09月23日—），出生于克羅地亞，克羅地亞职业足球运动员，司職後衛。